# Tunis Open 2023 - Doppio
I detentori del titolo Nicolás Barrientos e Miguel Ángel Reyes Varela non hanno partecipato al torneo.
In finale Théo Arribagé e Luca Sanchez hanno sconfitto James McCabe e Aziz Ouakaa con il punteggio di 4–6, 6–3, [10–5].

## Teste di serie
1. Karol Drzewiecki /  Neil Oberleitner (primo turno)
2. Alex Lawson /  Michail Pervolarakis (primo turno)

1. Théo Arribagé /  Luca Sanchez (campioni)
2. Viktor Durasovic /  Artem Sitak (quarti di finale)

## Wildcard
1. Rayen Hermassi /  Youssef Labbene (primo turno)

1. James McCabe /  Aziz Ouakaa (finale)

## Ranking protetto
1. Martín Cuevas /  Pablo Cuevas (ritirati)

## Alternate
1. Hady Habib /  Max Houkes (semifinale)

## Tabellone

### Legenda
| - Q = Qualificato - WC = Wild card - LL = Lucky loser | - ALT = Alternate - SE = Special Exempt - PR = Protected Ranking | - w/o = Walkover - r = Ritirato - d = Squalificato |

|  | Primo turno | Primo turno                   | Primo turno                   | Primo turno          | Primo turno          |  |  | Quarti di finale | Quarti di finale              | Quarti di finale     | Quarti di finale  | Quarti di finale |     |      | Semifinali | Semifinali                    | Semifinali           | Semifinali                 | Semifinali |   |      | Finale | Finale | Finale | Finale | Finale |  |
|  |             |                               |                               |                      |                      |  |  |                  |                               |                      |                   |                  |     |      |            |                               |                      |                            |            |   |      |        |        |        |        |        |  |
|  | 1           | K Drzewiecki N Oberleitner    | K Drzewiecki N Oberleitner    | 5                    | 6                    |  |  |                  |                               |                      |                   |                  |     |      |            |                               |                      |                            |            |   |      |        |        |        |        |        |  |
|  |             | S Mochizuki R Noguchi         | S Mochizuki R Noguchi         | 7                    | 78                   |  |  |                  | S Mochizuki R Noguchi         | 5                    | 6                 | [4]              |     |      |            |                               |                      |                            |            |   |      |        |        |        |        |        |  |
|  |             | N Kaliyanda Poonacha A Taylor | N Kaliyanda Poonacha A Taylor | 6                    | 6                    |  |  |                  | N Kaliyanda Poonacha A Taylor | 7                    | 4                 | [10]             |     |      |            |                               |                      |                            |            |   |      |        |        |        |        |        |  |
|  | WC          | R Hermassi Y Labbene          | R Hermassi Y Labbene          | 3                    | 2                    |  |  |                  |                               |                      |                   |                  |     |      |            | N Kaliyanda Poonacha A Taylor | 64                   | 6                          | [6]        |   |      |        |        |        |        |        |  |
|  | 4           | V Durasovic A Sitak           | V Durasovic A Sitak           | 711                  | 6                    |  |  |                  |                               | WC                   | J McCabe A Ouakaa | 7                | 4   | [10] |            |                               |                      |                            |            |   |      |        |        |        |        |        |  |
|  |             | A Bolt S Shimabukuro          | A Bolt S Shimabukuro          | 69                   | 3                    |  |  | 4                | V Durasovic A Sitak           | V Durasovic A Sitak  | 2                 | 2                |     |      |            |                               |                      |                            |            |   |      |        |        |        |        |        |  |
|  |             | A Dougaz M Jaziri             | A Dougaz M Jaziri             | 2                    | 2                    |  |  | WC               | J McCabe A Ouakaa             | J McCabe A Ouakaa    | 6                 | 6                |     |      |            |                               |                      |                            |            |   |      |        |        |        |        |        |  |
|  | WC          | J McCabe A Ouakaa             | J McCabe A Ouakaa             | 6                    | 6                    |  |  |                  |                               |                      |                   |                  |     |      | WC         | James McCabe Aziz Ouakaa      | 6                    | 3                          | [5]        |   |      |        |        |        |        |        |  |
|  |             | Bye                           | Bye                           | Bye                  | Bye                  |  |  |                  |                               |                      |                   |                  |     |      |            |                               | 3                    | Théo Arribagé Luca Sanchez | 4          | 6 | [10] |        |        |        |        |        |  |
|  |             | C Broom T Sandkaulen          | C Broom T Sandkaulen          | C Broom T Sandkaulen | C Broom T Sandkaulen |  |  |                  | C Broom T Sandkaulen          | C Broom T Sandkaulen | 5                 | 5                |     |      |            |                               |                      |                            |            |   |      |        |        |        |        |        |  |
|  |             | G Blancaneaux R Olivo         | G Blancaneaux R Olivo         | 5                    | 4                    |  |  | 3                | T Arribagé L Sanchez          | T Arribagé L Sanchez | 7                 | 7                |     |      |            |                               |                      |                            |            |   |      |        |        |        |        |        |  |
|  | 3           | T Arribagé L Sanchez          | T Arribagé L Sanchez          | 7                    | 6                    |  |  |                  |                               |                      |                   |                  |     |      | 3          | T Arribagé L Sanchez          | T Arribagé L Sanchez | 713                        | 6          |   |      |        |        |        |        |        |  |
|  |             | A Hoang G Jacq                | 6                             | 1                    | [10]                 |  |  |                  |                               | Alt                  | H Habib M Houkes  | H Habib M Houkes | 611 | 2    |            |                               |                      |                            |            |   |      |        |        |        |        |        |  |
|  |             | C Puttergill K Stevenson      | 4                             | 6                    | [3]                  |  |  |                  | A Hoang G Jacq                | 6                    | 3                 | [6]              |     |      |            |                               |                      |                            |            |   |      |        |        |        |        |        |  |
|  | Alt         | H Habib M Houkes              | 7                             | 3                    | [10]                 |  |  | Alt              | H Habib M Houkes              | 0                    | 6                 | [10]             |     |      |            |                               |                      |                            |            |   |      |        |        |        |        |        |  |
|  | 2           | A Lawson M Pervolarakis       | 64                            | 6                    | [5]                  |  |  |                  |                               |                      |                   |                  |     |      |            |                               |                      |                            |            |   |      |        |        |        |        |        |  |